# 25710 Petelandgren
25710 Petelandgren (tên chỉ định: 2000 AL151) là một tiểu hành tinh vành đai chính. Nó được phát hiện bởi dự án Nghiên cứu tiểu hành tinh gần Trái Đất Lincoln ở Socorro, New Mexico, ngày 8 tháng 1 năm 2000. Nó được đặt theo tên Peter Chal Landgren, an American high school student whose environmental management team project won second place ở the 2009 Giải thưởng Khoa học và Kỹ thuật Intel.